# Galda de Jos
Galda de Jos (in ungherese Alsógáld, in tedesco Unterhanenberg), è un comune della Romania di 4 601 abitanti, ubicato nel distretto di Alba, nella regione storica della Transilvania.
Il comune è formato da un insieme di dieci villaggi: Benic, Cetea, Galda de Jos, Galda de Sus, Lupșeni, Măgura, Mesentea, Oiejdea, Poiana Galdei, Răicani.
L'esistenza della località è documentata fin dal 1287 con la denominazione Gald.
Galda de Jos è dominata dal castello feudale della famiglia Kemeny, risalente al XVII secolo; completamente ristrutturato, oggi il castello ospita un centro di riabilitazione neuropsichiatrica denominato Centrul de recuperare şi reabilitare neuropsihiatrică pentru persoanele cu dizabilităţi intelectuale.
Nel 1715, sul sito di un edificio religioso preesistente, fu edificata la chiesa dedicata alla "Nascita di Maria" (Nașterea Mariei).